# Pseudomyrmex opaciceps
Pseudomyrmex opaciceps är en myrart som beskrevs av Ward 1993. Pseudomyrmex opaciceps ingår i släktet Pseudomyrmex och familjen myror. Inga underarter finns listade i Catalogue of Life.

## Bildgalleri

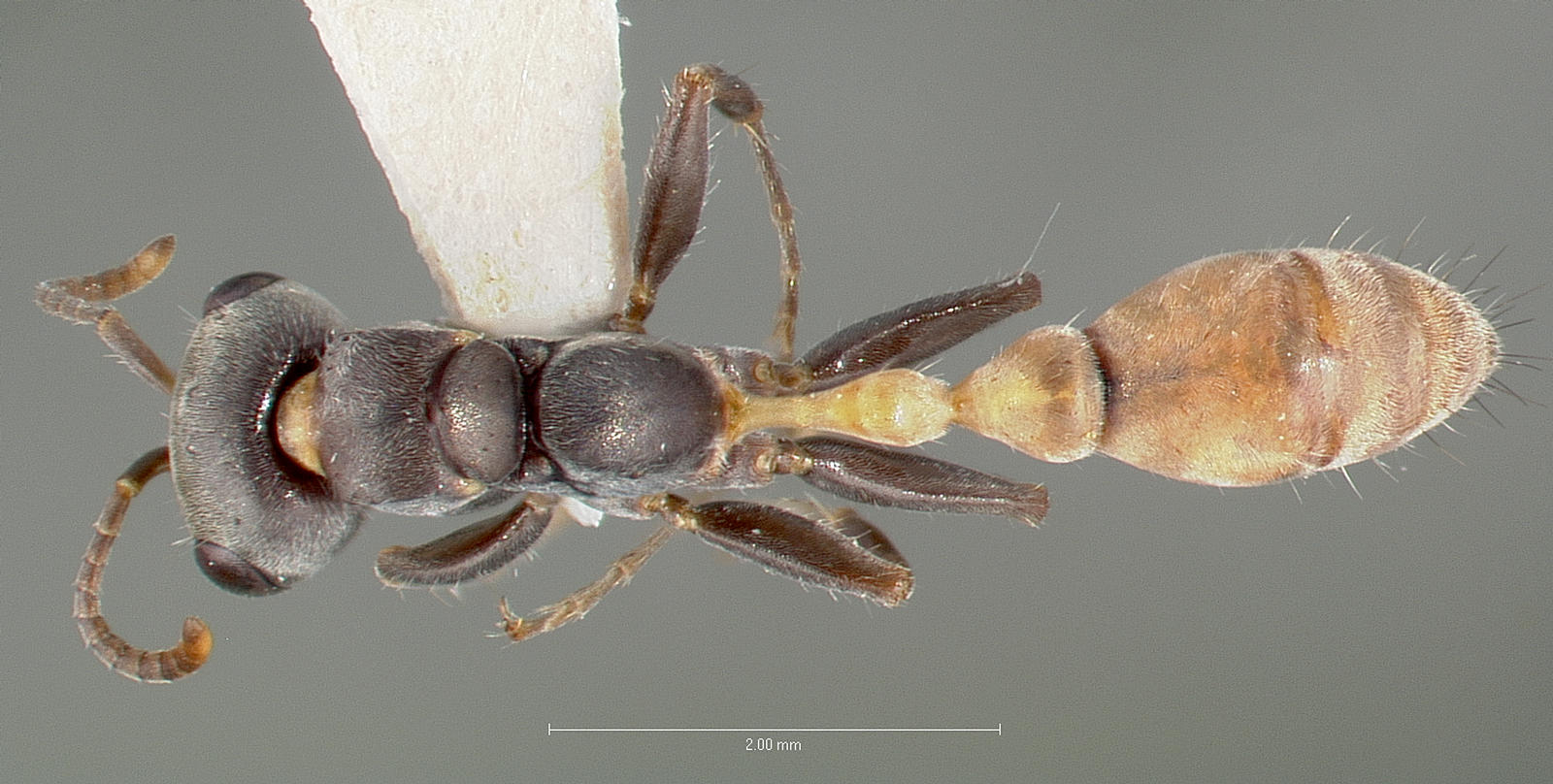
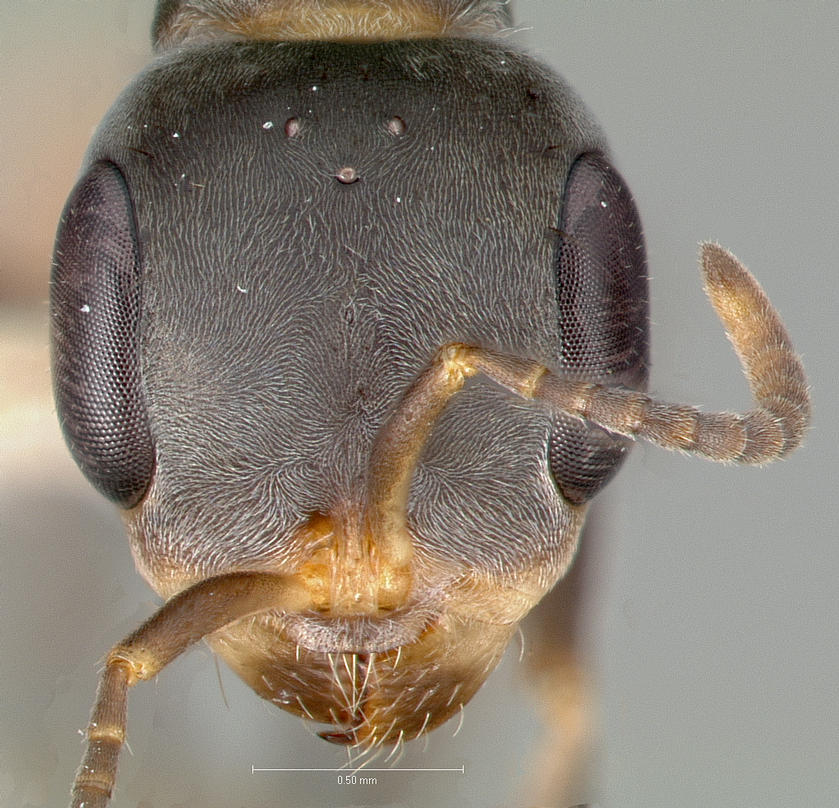
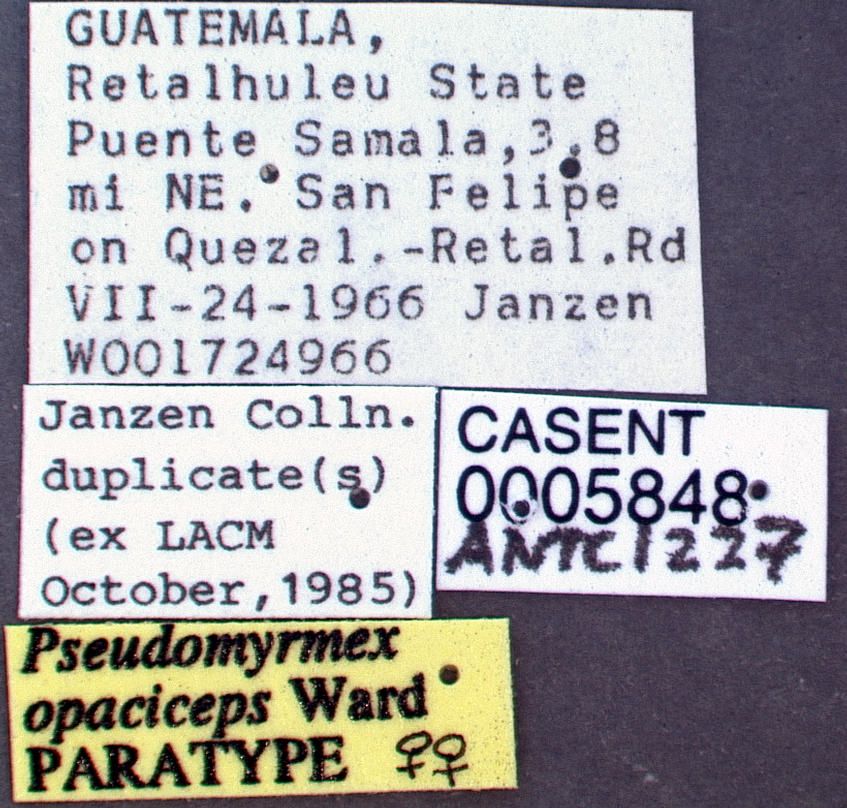
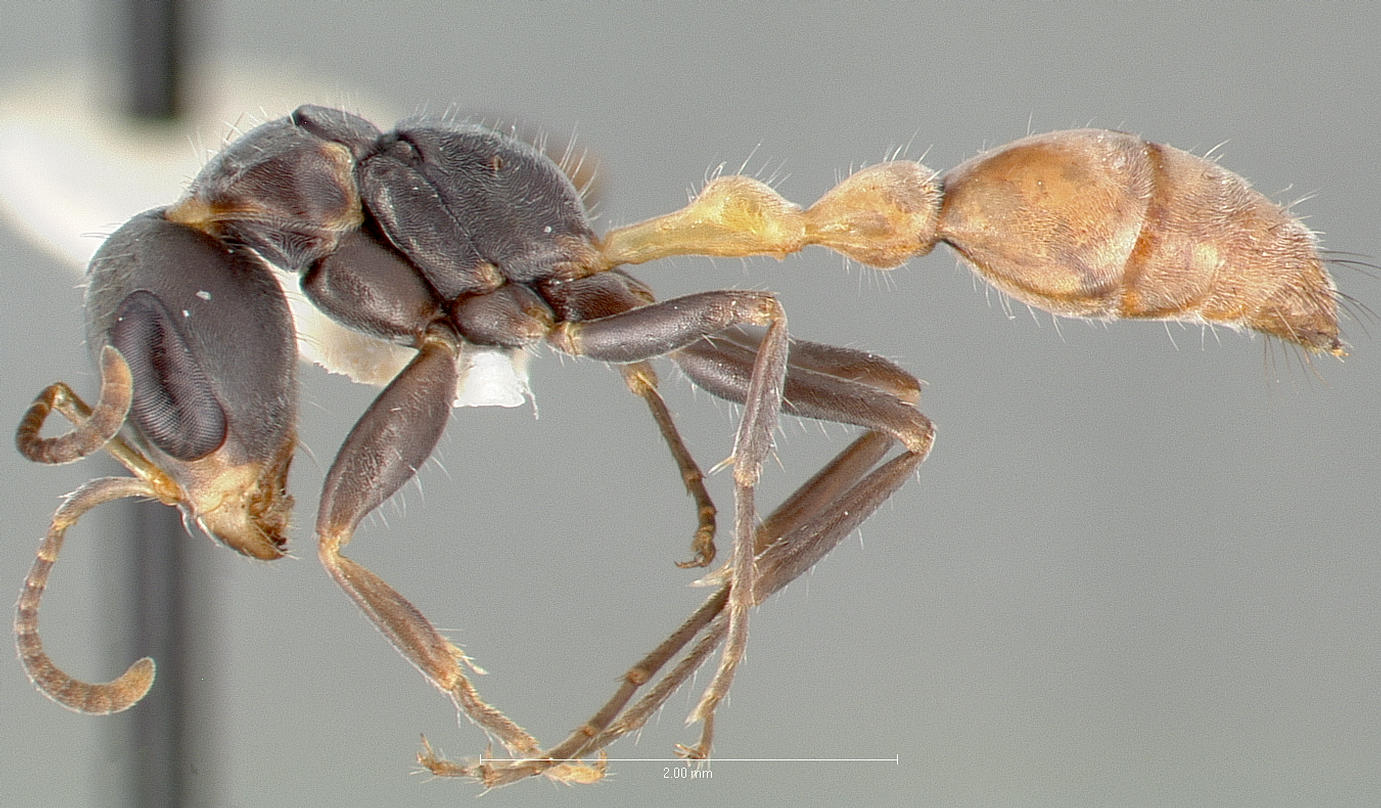